# Château du Magny
Pour les articles homonymes, voir Château de Magny.
Le château du Magny est situé sur la commune de Sarry en Saône-et-Loire, dans la région Bourgogne-Franche-Comté.

## Historique

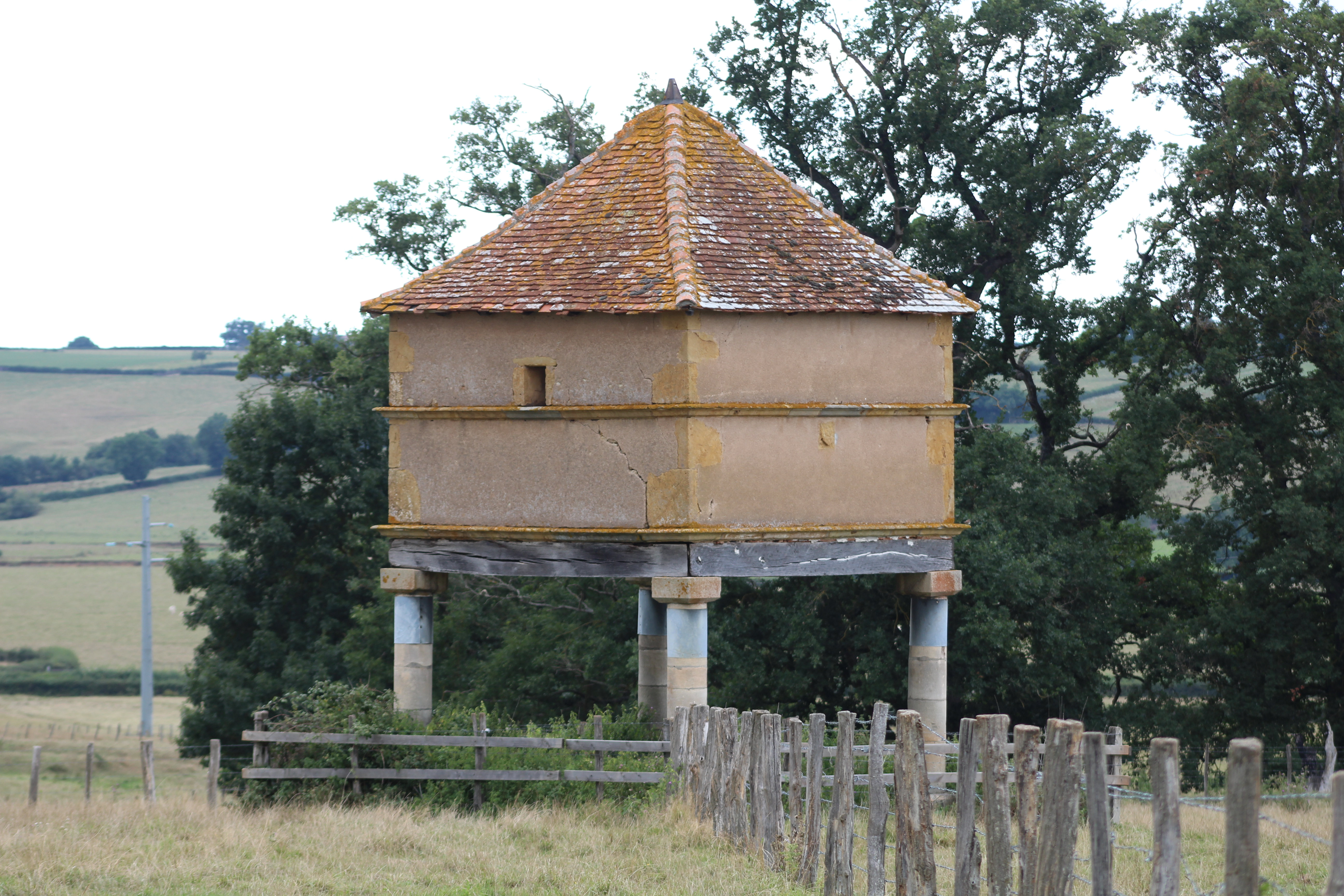
Pigeonnier.

La pigeonnier fait l’objet d’une inscription au titre des monuments historiques depuis le 13 mars 1995.

## Annexe